# Каржавин, Фёдор Васильевич
Фёдор Васи́льевич Каржа́вин (1745—1812) — российский просветитель, путешественник, переводчик, писатель. Незадолго до смерти получил чин надворного советника.

## Биография
Сын петербургского купца. Учился в Парижском университете. Находясь в Париже, был зачислен на службу в российское посольство. Затем преподавал французский язык в семинарии Троице-Сергиевой лавры. Был помощником архитектора в Экспедиции кремлёвского строения, возглавляемой Василием Баженовым. Жил в доме Баженова. В 1770 году в доме Баженова умер дворовый человек Гаврила Яковлев, которого отравила мышьяком его жена, ставшая вскоре после свадьбы любовницей Каржавина; на следствии она заявила, что яд ей дал Каржавин, и он же подговорил убить мужа. Экспедиция кремлёвского строения представила Каржавину как незаменимому работнику правовую защиту, и тот не понёс никакого наказания.
В 1773 году уволился под предлогом слабости здоровья, преподавал французский язык.

### Путешествия и контакты
С 1773 по 1788 год странствовал по Европе и Америке. Первым пунктом в этих путешествиях стал Амстердам, куда Каржавин сопровождал внука статского советника Прокопия Демидова. Там он был принят при дворе голландского штатгальтера принца Оранского. Следующие три года он проводит во Франции под именем Теодора л’Ами, здесь он заводит связи с маркизом Лафайетом и посланником Конгресса США Сайласом Дином и женится на модистке Маргарите-Шарлотте Рамбур.
Но вскоре Каржавин отправился в Вест-Индию, на о. Мартиника, куда прибыл в конце 1776 года. Там он занялся торговлей и переводами при французском консульстве, проявил себя как врач и учитель, опубликовал книги на французском и испанском языках и вёл естественнонаучные наблюдения.
На Мартинике благодаря посредничеству маркиза Лафайета, ставшего теперь генералом американской армии, Каржавин заводит знакомство с губернатором Виргинии Томасом Джефферсоном. Для помощи американским повстанцам Каржавин организует в Уильямсберге добровольческий отряд из жителей Мартиники и снаряжает на свои деньги три корабля с оружием. Позднее он предложит Конгрессу США свои услуги в качестве переводчика, на должности которого будет вести деятельность тайного агента против англичан. Однако остается неясным, в чью пользу велась эта деятельность, США или России. Косвенным доказательством второго может служить тот факт, что Каржавин отказался отправиться в Россию послом Соединенных Штатов, возможно, дабы не прерывать своей миссии в Америке. В вашингтонском Национальном архиве США хранится письмо Каржавина, датированное 15 июня 1777 года, в котором он предлагает свои услуги президенту Континентального конгресса Джону Хэнкоку в качестве переводчика с французского языка и латыни, а также на роль американского эмиссара в России. Активно путешествовал по стране под именем «доктор Каржавин», делая подробные путевые заметки. Инициатор и организатор первых личных контактов россиян и американцев. Стоял у истоков российско-американских литературных связей; несмотря на то, что сам плохо знал английский язык, заметил разницу между тем языком, на котором говорили англичане, и тем языком, которым пользовались американцы, и предложил называть его англо-американским.

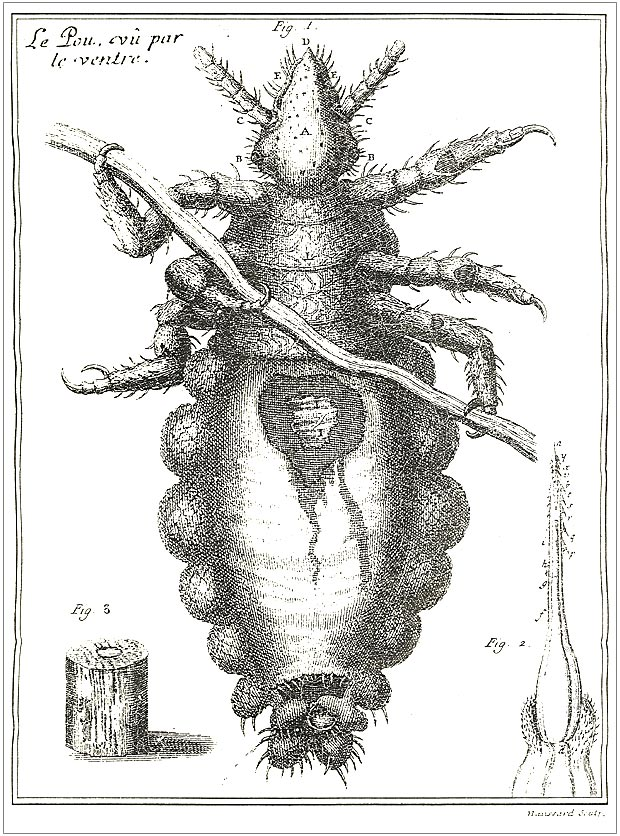
Гравюра из книги Ф. В. Каржавина «Описание вши, виденной в микроскоп»

В 1789 году Каржавин вернулся во Францию, где стал свидетелем революционных событий. Хотя сам Каржавин заявлял, что во Францию он вернулся в 1788 году и с паспортом от русского резидента в Париже отправился в Россию.

### Последние годы
На родине Каржавин вновь поселился в доме Баженова (до самой смерти последнего в 1799 году). В 1791 году в Россию прибыла и его жена, француженка Маргарита Шарлотта Рамбур (в России Каролина Петровна), привезшая также их собранную в Париже библиотеку. На протяжении тридцатилетнего супружества Каржавины жили в основном врозь, поддерживая отношения письмами; первая жена Каржавина умерла в Курске в 1807 году.  
В 1797 году, благодаря покровительству Баженова, он получил место переводчика в Коллегии иностранных дел, на котором прослужил до самой смерти 28 марта 1812 года в чине надворного советника. Смерть Каржавина наступила скоропостижно и «едва ли не перед лицом обвинений в распространении подмётных писем Александру I». Существует версия, согласно которой Каржавин покончил с собой, что подкрепляется написанными незадолго до того словами:

Я объехал три четверти света, видел пятую часть света, вам еще не известную… Разные народы, знаю их обычаи, я измерил глубины и пучины, иногда с риском для моей жизни, но все это было напрасно.
За два года до смерти Каржавин вступил во второй брак с Надеждой Никитичной Барановой, отец которой служил в дирекции императорских театров. Овдовев, Надежда Никитична жила в стеснённых обстоятельствах в Кронштадте и в 1818 г., приехав в Петербург хлопотать о пенсии, обокрала А. И. Сулакадзева с женой, у которых остановилась.
Фёдор Каржавин по своему всестороннему образованию был одним из передовых людей своего времени. Он сам однажды так охарактеризовал себя: «Федор Каржавин: американский житель; парижский воспитанник; петербургский уроженец; в родине не свой; в сем мире чужой…».

## Наследие
После него осталось большое количество рукописей и книг, которые находятся в нескольких книгохранилищах Москвы и Санкт-Петербурга, часть попала в частные руки (в том числе приятельствовавшего с ним А. И. Сулакадзева). Каржавин занимался переводами и литературным трудом, изредка печатался под псевдонимом «Русский американец». Оставил много рассказов о жизни в Америке и об Американской революции, основанных на личных впечатлениях. В российских архивах имеются его зарисовки и фрагменты дневника, относящиеся к 1777-78. Большинство записей Каржавина сделаны на французском языке. Судя по его частной переписке, Каржавин намеревался опубликовать книгу на базе своих дневников, но следов такой книги или ее рукописи не обнаружено.

### Переводы с французского
«Жизнь славного французского разбойника Картуша»
«Сравнение древней архитектуры с новой».

### Напечатаны
- «Ахухамукхама Талым Hабы, или книга богословии Магометовой в увеселение меланхоликов» (с франц., М., 1783);
- «Сокращенный Витрувий, или совершенный архитектор» (с франц., М., 1789);
- «Description d’un poux vu en microscope» (на франц. и русск. яз., 1789);
- «Описание хода купеческих и других караванов в степной Аравии» (с англ., СПб., 1790);
- «Письмо к жене от мужа, идущего на приступ к городу» (соч. Бухарского, перев. на франц., СПб., 1790);
- «Краткое известие о достопамятных приключениях капитана д’Сивиля» (с франц., М., 1791);
- «Remarques sur la langue russienne et sur son alphabet» (СПб., 1791);
- «Вожак, показывающий путь к лучшему выговору букв и речений французских» (СПб., 1794);
- «Новоявленный ведун, поведающий гадание духов» (СПб., 1795); «Фокус-покус» (СПб., 1795);
- «Открытие, описание и содержание г. Геркулана» (СПб., 1795);
- «Собрание любопытства достойных предметов для юношества и любителей естественной истории» (СПб., 1796);
- «Dialogues français, russes et allemands à l’usage des commenç ans» (СПб., 1804, 1818, 1832, 1837). Ср. Смирнов, «Истории Троицко-лаврской семинарии» («Сборник» II отд. Акад. наук, т. IX); «Русская старина», т. XII[9].